# 입소문
입소문(word of mouth)은 구두 의사소통을 통해 사람 대 사람으로 정보를 전달하는 것으로, 단순히 누구에게 시간을 알려주는 것만큼 간단할 수 있다. 스토리텔링은 한 사람이 다른 사람에게 실제 사건이나 꾸며낸 이야기에 대해 말하는 구전 의사소통의 일반적인 형태이다. 구전은 대대로 입으로 전해지는 문화 자료와 전통이다. 스토리텔링과 구전은 민속과 신화학에서 중요한 역할을 하는 구전의 한 형태이다. 구두 의사소통의 또 다른 예는 구술 역사이다. 이는 화자의 개인적인 경험과 의견을 바탕으로 역사적 정보를 기록, 보존 및 해석하는 것이다. 구술 역사 보존은 구전으로 수집된 구술 역사 자료를 어떤 형식으로든 관리하고 유지하는 분야이다.

## 스토리텔링
스토리텔링은 종종 즉흥적인 표현이나 과장을 포함한다. 이야기나 서술은 모든 문화권에서 오락, 교육, 문화 보존의 수단으로 그리고 도덕적 가치를 심어주기 위해 공유되어 왔다.
가장 초기 형태의 스토리텔링은 많은 고대 문화권에서 주로 구두와 제스처 스토리텔링이 결합된 형태였던 것으로 여겨진다. 호주 원주민들은 스토리텔러가 이야기를 기억하는 데 도움이 되도록 동굴 벽에 이야기의 상징을 그렸다. 그런 다음 이야기는 구두 서술, 음악, 바위 그림, 춤을 결합하여 전달되었다.
전통적으로 구전 이야기는 기억으로 보존된 다음 대대로 전해졌다. 그러나 문해 사회에서는 글로 쓰여진 매체, 텔레비전, 인터넷 매체가 지역, 가족, 문화 역사를 전달하는 이러한 방법을 대체했다. 구전 스토리텔링은 일부 문맹률이 낮은 국가에서 여전히 지배적인 학습 매체로 남아 있다.

## 구전
구전 (때로는 "구전 문화" 또는 "구전 지식"이라고도 함)은 한 세대에서 다음 세대로 구두로 전달되는 문화 자료 및 전통이다. 메시지나 증언은 말이나 노래로 구두로 전달되며, 예를 들어 민담, 속담, 발라드, 노래, 찬트의 형태를 띨 수 있다. 이런 식으로 사회는 문자 없이도 구술 역사, 구전문학, 불문법 및 기타 지식을 세대 간에 전달할 수 있다.
사회학자들은 자료가 여러 세대에 걸쳐 한 집단에 의해 공유되어야 한다는 요구 사항을 강조하며, 따라서 구전을 증언 또는 구술 역사와 구별한다. 일반적인 의미에서 "구전"은 음성 발화를 통해 문화 자료를 전달하는 것을 의미하며, 오랫동안 민속의 핵심 설명자(더 이상 모든 민속학자들이 엄격하게 지키지 않는 기준)로 여겨졌다. 학문으로서 이는 연구 대상의 집합과 이를 연구하는 과학적 방법 둘 다를 지칭한다—이 방법은 다양하게 "구전 전통 이론", "구전 공식 작곡 이론", 그리고 "패리-로드 이론"(두 창시자의 이름을 따서)이라고 불릴 수 있다. 구전 연구는 역사적 시대나 사건을 경험한 사람들의 개인적인 기억과 역사를 기록하는 구술 역사의 학문 분야와는 구별된다. 또한 문해 기술(특히 쓰기와 인쇄)이 인구 대부분에게 익숙하지 않은 사회에서 생각과 그 언어적 표현으로 정의될 수 있는 구술성 연구와도 구별된다.

## 구술 역사
구술 역사는 역사적 시대나 사건을 경험한 사람들의 개인적인 기억과 역사를 기록하는 것이다. 구술 역사는 조사 대상 시기의 생존자와의 인터뷰를 활용하는 역사적 문서화 방법이다. 구술 역사는 서면 문서에서 거의 다루지 않는 주제를 종종 다루며, 그렇게 함으로써 초기 역사 문서를 구성하는 기록의 공백을 채워준다. 구술 역사 보존은 구술 역사 자료를 어떤 형식으로든 관리하고 유지하는 분야이다.

## 구두 의사소통
문자 그대로의 의미에서 구두 의사소통은 한 사람 또는 다른 사람들이 소리 내어 말하는 단어를 통한 구두 커뮤니케이션이다.

## 소셜 미디어
소셜 미디어는 사용자가 온라인 커뮤니티를 만들어 정보, 아이디어, 개인 메시지 및 기타 콘텐츠(예: 비디오)를 공유하는 전자 커뮤니케이션 형태이다. 소셜 미디어는 개인이 온라인에서 다른 사람들과 소통하는 방식을 포함한다. 소셜 미디어 자체는 입소문이 아니지만, 입소문이 퍼지는 한 가지 방법이다. 사실, 모든 입소문의 절반은 온라인에서 발생한다. 실무자들은 텍스트 분석, 감성 분석, 해시태그 분석 및 기타 기계 학습 도구를 통해 소비자 통찰력을 얻기 위해 전자 입소문을 사용하기 시작했다. 그러나 켈러 페이 그룹의 연구원들은 토론이 종종 대면으로 이루어지며 주로 소셜 미디어에 의해 지배되지 않는다는 것을 발견했다. 이는 오프라인 입소문(실생활 대화)이 온라인 입소문만큼 설득력이 있다는 것을 암시한다.
연구자들은 소셜 미디어 자체는 입소문이 아니라 입소문이 퍼지는 매개체라고 주장한다. 입소문은 이야기 또는 구두 추천이며, 일부 연구자들은 소셜 미디어를 메커니즘으로 본다. 따라서 소셜 미디어는 사람 간에 입소문이 퍼지는 방식의 큰 부분을 차지한다.

## 시스템
오랫동안 확립된 구두 전달 시스템은 다음과 같다:
- "포도나무"
- 살롱
- "부시 텔레그래프"[18]
- 강의 순회
- 설교[19]

## 같이 보기
- 전자 입소문
- 커뮤니케이션
- 클라우트
- 구두 의사소통
- 구술 역사
- 구전
- 피어인덱스
- 스토리텔링
- 전화, 구두 의사소통 장치
- 옮겨 말하기, 게임
- 사고의 기차
- 2단계 흐름 이론
- 무전기, 걷고 말하기 위해 설계됨
- 구전 마케팅